# Мілдред Ребсток
Мілдред Ребсток (англ. Mildred Rebstock; 29 листопада 1919 — 17 лютого 2011) — американська вчена з фармакологічної хімії.
Вона з командою першими повністю синтезували хлороміцетин, також відомий як хлорамфенікол. Це був перший випадок повного синтезу антибіотика.

## Біографія
Мілдред Кетрін Ребсток, дочка Редна та Адольфа Ребстока, народилася 29 листопада 1919 року в Елькхарті, штат Індіана. У 1938 році вона закінчила Елкхартську середню школу, а потім продовжила навчання в Північно-Центральному коледжі.
У 1942 році отримала ступінь бакалавра Університет Іллінойсу в Урбана-Шампейн.
Отримала ступінь магістра в 1943 році, а докторську — в 1945 році.
Доктор Ребсток була прийнята на роботу в дослідницьку лабораторію «Парк-Девіс» з 1945 по 1977 рр. Як молодший хімік-дослідник, а згодом отримала посаду керівника наукових досліджень у 1959 році. Приблизно в цей час вона та її команда досліджували нещодавно виявлений антибіотик стрептоміцин, вперше виявлений Альбертом Шатцом. Команда доктора Ребстока та її команда складалася з Джона Контроліса, Гаррі Крукса та Квентіна Бартца. 
Вони виявили, що більшу хімічну стабільність можна досягти за допомогою каталітичного гідрування стрептоміцину і це нове з'єднання отримало назву дігідрострептоміцин. Хоча використання цього антибіотика у людей припинилося, він все ще використовується у ветеринарії.
Незабаром після її роботи з дигідрострептоміцином доктору Ребстоку було доручено синтезувати новий антибіотик, знайдений Джоном Ерліхом у культурі Streptomyces venezuela.
Ребсток знайшла спосіб повністю синтезувати цей антибіотик приблизно в листопаді 1947 р. Це був рідкісний випадок, коли синтез молекули був більш економічно вигідним, ніж бродіння її за допомогою органічних процесів. Команда опублікувала свою роботу в 1949 р. І донині використовується як вторинний спосіб дії при екстремальних випадках менінгіту, холери та інших інфекційних бактеріальних захворювань. З моменту свого відкриття хлороміцетин пов'язаний з підвищеним ризиком летальної апластичної анемії, що призводить до зниження його використання на людях у США. Незважаючи на те, що це не принесло користі розвинутим країнам, він все ще є життєво важливим антибіотиком, який широко використовується в країнах, що розвиваються. Через це він знаходиться у списку Всесвітньої організації охорони здоров’я, найбезпечніших та найефективніших лікарських засобів, необхідних у системі охорони здоров’я.
Через свої новаторські дослідження, журнал Time присвятив їй статтю в 1949 році, зазначивши, що «досягнення було зумовлене командною роботою. Але значна частина заслуг належить симпатичному доктору Мілдред Ребсток, 28-річному хіміку-досліднику».
У 1950 році Ребсток була нагороджена «Жінкою науки року» організацією Жіночого національного прес-клубу штату Вашингтон, округ Колумбія, і її вручив президент Трумен.
Ребсток продовжувала свої фармацевтичні дослідження до кінця своєї кар'єри і провела останню частину, вивчаючи препарати фертильності та синтез ліпідів крові. Вона померла в лікарні Сент-Джозеф Милосердний в Ен-Арбор, штат Мічиган, 17 лютого 2011 року.